# Snowboard na Zimowych Igrzyskach Olimpijskich 2010 – halfpipe kobiet
Zawodniczki o mistrzostwo olimpijskie walczyły 18 lutego w Cypress Mountain Resort położonym w północnym Vancouver. W 2010 r. konkurencja ta odbyła się na rampie większej niż miało to miejsce na poprzednich igrzyskach. Jej ściany miały wysokość 6,70 m (rampy o ścianach powyżej 4,80 m to tzw. superpipe'y). Faworytkami zawodów były mistrzyni olimpijska z 2006 r. Amerykanka Hannah Teter, mistrzyni świata z 2009 r. Chinka Liu Jiayu i jej rodaczki Sun Zhifeng oraz Cai Xuetong, które dobrze się spisywały w Pucharze Świata. W kwalifikacjach najlepsza okazała się Australijka Torah Bright. Oprócz niej do finału awansowały bezpośrednio także Kelly Clark, Gretchen Bleiler i Hannah Teter z USA, Queralt Castellet z Hiszpanii oraz Sun Zhifeng z Chin. Kwalifikacji nie przebrnęły między innymi mistrzyni świata z 2007 r. Manuela Pesko ze Szwajcarii oraz jedyna reprezentantka Polski Paulina Ligocka. Zawodniczki, które zajęły w kwalifikacjach miejsca od 7 do 18 walczyły o pozostałe cześć miejsc w półfinale.
W półfinale najlepsze wyniki osiągnęły Holly Crawford z Australii, Liu Jiayu, Mercedes Nicoll z Kanady, Elena Hight z USA, Sophie Rodriguez z Francji oraz Ursina Haller ze Szwajcarii. W finale, po pierwszym przejeździe prowadziła Teter (42.4 pkt) przed Liu (39.3 pkt) i Rodriguez (34.4 pkt). Clark i Bright zaliczyły upadki co zaowocowało niskim wynikiem punktowym. Queralt Castellet nie mogła wystartować w finale z powodu kontuzji. W drugim przejeździe Teter, Liu i Rodriguez nie poprawiły swych wyników w przeciwieństwie do Tory Bright, która znakomitym wynikiem (45.0 pkt) wywalczyła olimpijskie złoto. Kelly Clark również znacznie się poprawiła wyprzedzając Liu oraz Rodriguez i z wynikiem 42.4 pkt wywalczyła brązowy medal. Mistrzyni olimpijska z Turynu Hannah Teter tym razem zdobyła srebro.

## Wyniki

### Kwalifikacje
| Pozycja | Nr | Zawodniczka       | Kraj | Zjazd 1 | Zjazd 2 | Uwagi |
| ------- | -- | ----------------- | ---- | ------- | ------- | ----- |
| 1       | 1  | Torah Bright      | AUS  | 41.3    | 45.8    | QF    |
| 2       | 12 | Kelly Clark       | USA  | 45.4    | 13.6    | QF    |
| 3       | 22 | Queralt Castellet | ESP  | 44.3    | 19.9    | QF    |
| 4       | 14 | Hannah Teter      | USA  | 39.7    | 42.7    | QF    |
| 5       | 6  | Gretchen Bleiler  | USA  | 36.6    | 40.2    | QF    |
| 6       | 4  | Sun Zhifeng       | CHN  | 38.2    | 39.9    | QF    |
| 7       | 15 | Holly Crawford    | AUS  | 38.6    | 39.5    | QP    |
| 8       | 3  | Elena Hight       | USA  | 35.7    | 37.9    | QP    |
| 9       | 10 | Sōko Yamaoka      | JPN  | 34.8    | 37.0    | QP    |
| 10      | 26 | Mercedes Nicoll   | CAN  | 31.1    | 34.6    | QP    |
| 11      | 8  | Sophie Rodriguez  | FRA  | 30.1    | 34.5    | QP    |
| 12      | 7  | Liu Jiayu         | CHN  | 26.3    | 33.3    | QP    |
| 13      | 28 | Ursina Haller     | SUI  | 28.3    | 31.9    | QP    |
| 14      | 11 | Shiho Nakashima   | JPN  | 31.4    | 12.3    | QP    |
| 15      | 16 | Sarah Conrad      | CAN  | 14.4    | 31.2    | QP    |
| 16      | 30 | Kendall Brown     | NZL  | 11.4    | 29.5    | QP    |
| 17      | 9  | Šárka Pančochová  | CZE  | 15.4    | 28.1    | QP    |
| 18      | 21 | Cilka Sadar       | SLO  | 18.2    | 26.8    | QP    |
| 19      | 29 | Lisa Wiik         | NOR  | 23.0    | 26.5    |       |
| 20      | 19 | Mirabelle Thovex  | FRA  | 14.6    | 24.0    |       |
| 21      | 23 | Rebecca Sinclair  | NZL  | 14.7    | 23.7    |       |
| 22      | 5  | Kjersti Buaas     | NOR  | 20.6    | 21.8    |       |
| 23      | 13 | Cai Xuetong       | CHN  | 14.1    | 19.3    |       |
| 24      | 27 | Juliane Bray      | NZL  | 17.8    | 15.5    |       |
| 25      | 25 | Manuela Pesko     | SUI  | 12.2    | 17.5    |       |
| 26      | 24 | Palmer Taylor     | CAN  | 12.9    | 13.7    |       |
| 27      | 20 | Linn Haug         | NOR  | 11.5    | 12.8    |       |
| 28      | 17 | Paulina Ligocka   | POL  | 10.9    | 11.1    |       |
| 29      | 2  | Rana Okada        | JPN  | 7.2     | 2.7     |       |
| 30      | 18 | Lesley McKenna    | GBR  | 5.1     | 2.8     |       |

### Półfinał
| Pozycja | Nr | Zawodniczka      | Kraj | Zjazd 1 | Zjazd 2 | Uwagi |
| ------- | -- | ---------------- | ---- | ------- | ------- | ----- |
| 1       | 15 | Holly Crawford   | AUS  | 17.3    | 41.7    | QF    |
| 2       | 7  | Liu Jiayu        | CHN  | 41.1    | 36.2    | QF    |
| 3       | 26 | Mercedes Nicoll  | CAN  | 40.1    | 28.5    | QF    |
| 4       | 3  | Elena Hight      | USA  | 37.1    | 10.8    | QF    |
| 5       | 8  | Sophie Rodriguez | FRA  | 36.9    | 9.5     | QF    |
| 6       | 28 | Ursina Haller    | SUI  | 35.4    | 31.9    | QF    |
| 7       | 11 | Shiho Nakashima  | JPN  | 34.9    | 15.2    |       |
| 8       | 9  | Šárka Pančochová | CZE  | 34.4    | 24.9    |       |
| 9       | 30 | Kendall Brown    | NZL  | 33.3    | 28.2    |       |
| 10.     | 10 | Sōko Yamaoka     | JPN  | 30.6    | 24.9    |       |
| 11      | 21 | Cilka Sadar      | SLO  | 30.1    | 21.5    |       |
| 12      | 16 | Sarah Conrad     | CAN  | 17.8    | 21.4    |       |

### Finał
| Pozycja | Nr | Zawodniczka       | Kraj | Zjazd 1 | Zjazd 2 |
| ------- | -- | ----------------- | ---- | ------- | ------- |
|         | 1  | Torah Bright      | AUS  | 5.9     | 45.0    |
|         | 14 | Hannah Teter      | USA  | 42.4    | 39.2    |
|         | 12 | Kelly Clark       | USA  | 25.6    | 42.2    |
| 4       | 7  | Liu Jiayu         | CHN  | 39.3    | 34.9    |
| 5       | 8  | Sophie Rodriguez  | FRA  | 34.4    | 8.3     |
| 6       | 26 | Mercedes Nicoll   | CAN  | 34.3    | 2.9     |
| 7       | 4  | Sun Zhifeng       | CHN  | 29.8    | 33.0    |
| 8       | 15 | Holly Crawford    | AUS  | 23.9    | 30.3    |
| 9       | 28 | Ursina Haller     | SUI  | 27.9    | 18.1    |
| 10      | 3  | Elena Hight       | USA  | 24.6    | 16.0    |
| 11      | 6  | Gretchen Bleiler  | USA  | 11.0    | 14.7    |
| 12 !    | 22 | Queralt Castellet | ESP  | DNS     | DNS     |